# Йоганнес Гільдемайстер
Йоганнес Гільдемайстер (нім. Johannes Gildemeister) — німецький льотчик-ас, лейтенант Імперської армії.

## Біографія
Учасник Першої світової війни. З 14 січня 1918 року до кінця війни він літав у складі 20-ї винищувальної ескадрильї. Всього за час бойових дій здобув 5 підтверджених перемог. 17 серпня 1918 року він здобув перемогу над канадським льотчиком-асом із 41-ї ескадрильї, лейтенантом Вільямом Гордоном Клакстоном (37 перемог), кавалером ордена «За видатні заслуги» та хреста «За видатні льотні заслуги».